# VII Concurs de castells de Tarragona
El VII Concurs de castells de Tarragona tingué lloc l'1 d'octubre del 1972 a la plaça de braus de Tarragona, actual Tarraco Arena Plaça. Fou el vintiunè concurs de castells de la història i l'últim Concurs de castells de Tarragona celebrat durant la dictadura de Francisco Franco.
Hi van participar vuit colles: Colla Vella dels Xiquets de Valls (1947), Castellers de Vilafranca (1948), Minyons de l'Arboç (1958), Castellers de Barcelona (1969) Xiquets de Tarragona (1970), Colla Joves Xiquets de Valls (1971), Castellers de Sitges (1971) i Bordegassos de Vilanova (1972).
La victòria fou pels Castellers de Vilafranca, els quals no havien guanyat mai a l'arena tarragonina.
No hi varen participar els Nens del Vendrell, campions de l'edició anterior, per discrepàncies en la puntuació d'alguns castells com el 5 de 8. Per evitar aquest tipus de conflictes amb les normes, es deixaren de fer concursos a Tarragona substituïnt-los per «Manifestacions Castelleres» sense competitivitat durant vuit anys, fins al 1980 en què el VIII Concurs de Tarragona que recuperà el format competitiu després d'una explosió del món casteller i de la quantitat de colles.

## Resultats

### Classificació
| Resultat              |
| --------------------- |
| Descarregat (D)       |
| Carregat (C)          |
| Intent (I)            |
| Intent desmuntat (ID) |

En el VII Concurs de castells de Tarragona hi van participar 8 colles.
Llegenda
a: amb agulla o pilar al mig
ps: aixecat per sota
f: amb folre
| Pos. | Colla                             | 1a ronda | 2a ronda  | 3a ronda    | 4a ronda | 5a ronda | 6a ronda | Punts |
| ---- | --------------------------------- | -------- | --------- | ----------- | -------- | -------- | -------- | ----- |
| 1    | Castellers de Vilafranca          | Pde6(c)  | 4de8      | 2de7        | 3de8(c)  | —        | —        | 3.010 |
| 2    | Colla Vella dels Xiquets de Valls | 4de8(c)  | 2 Pde6(i) | 2de8f(i)    | 2de7     | 5de8(i)  | 3de7ps   | 2.585 |
| 3    | Colla Joves dels Xiquets de Valls | 5de7     | 4de8(c)   | 4de7a       | 2de7(i)  | 2de7(c)  | —        | 2.400 |
| 4    | Xiquets de Tarragona              | 4de7a    | 5de7      | 2 3de7ps(i) | 3de7     | —        | —        | 1.800 |
| 5    | Minyons de l'Arboç                | 5de7(i)  | 5de7      | 4de7a       | 3de7     | 2de7(i)  | —        | 1.790 |
| 6    | Castellers de Sitges              | 3de7     | 5de7      | 2 2de7(i)   | Pde6(i)  | —        | —        | 1.200 |
| 7    | Castellers de Barcelona           | 2de6     | 2 4de7(i) | 3de7        | Pde5     | —        | —        | 900   |
| 8    | Bordegassos de Vilanova           | Pde5     | 2 4de7(i) | 2 3de7(i)   | 2de6     | —        | —        | 400   |

### Estadística
La següent taula mostra l'estadística dels castells que es van provar al concurs de castells.
| Castell                 | Descarregat | Carregat | Intent | Intent desmuntat | Total |
| ----------------------- | ----------- | -------- | ------ | ---------------- | ----- |
| 5 de 8                  | —           | —        | 1      | —                | 1     |
| 2 de 8 amb folre        | —           | —        | 1      | —                | 1     |
| 3 de 8                  | —           | 1        | —      | —                | 1     |
| Pilar de 6              | —           | 1        | 3      | —                | 4     |
| 4 de 8                  | 1           | 2        | —      | —                | 3     |
| 2 de 7                  | 2           | 1        | 4      | —                | 7     |
| 3 de 7 aixecat per sota | 1           | —        | 2      | —                | 3     |
| 5 de 7                  | 4           | —        | 1      | —                | 5     |
| 4 de 7 amb l'agulla     | 3           | —        | —      | —                | 3     |
| 3 de 7                  | 4           | —        | 2      | —                | 6     |
| 4 de 7                  | —           | —        | 4      | —                | 4     |
| Pilar de 5              | 2           | —        | —      | —                | 2     |
| 2 de 6                  | 2           | —        | —      | —                | 2     |
| Total                   | 19          | 5        | 18     | 0                | 42    |
| Percentatge             | 45,3%       | 11,9%    | 42,9%  | 0%               | 100%  |

## Taula de puntuacions
| Castell                             | Punts |
| ----------------------------------- | ----- |
| Pilar de cinc                       | 200   |
| Dos o torre de sis                  | 200   |
| Quatre de set                       | 400   |
| Tres de set                         | 500   |
| Quatre de set amb l'agulla o pilar  | 600   |
| Cinc de set                         | 700   |
| Tres de set aixecat per sota        | 800   |
| Dos o torre de set                  | 900   |
| Quatre de vuit                      | 1000  |
| Pilar de sis                        | 1200  |
| Tres de vuit                        | 1200  |
| Dos o torre de vuit amb folre       | 1400  |
| Pilar de set amb folre              | 1400  |
| Cinc de vuit                        | 1500  |
| Quatre de vuit amb l'agulla o pilar | 1700  |
| Tres de vuit aixecat per sota       | 1800  |